# اداره (مجموعه تلویزیونی هندی)
اداره (انگلیسی: The Office) یک مجموعه تلویزیونی کمدی موقعیت هندی است. این مجموعه یک اقتباس از مجموعه تلویزیونی اداره ساخت بی‌بی‌سی است هرچند که بیشتر از نسخه آمریکایی اداره الهام گرفته‌است.